# Transparente della cattedrale di Toledo
Il Transparente della Cattedrale di Toledo è l'opera più famosa dell'architetto spagnolo Narciso Tomé. Realizzata tra il 1729 e il 1732, si può considerare una delle opere più spettacolari del tardo barocco spagnolo.
È un complesso scultoreo in marmo e alabastro situato nel deambulatorio della cattedrale di Toledo, proprio alle spalle dell'altare maggiore. Fu costruito in modo da illuminare il tabernacolo sul lato opposto. Per questo Tomé aprì in questo Transparente, un oculo che facesse penetrare la luce fin sul tabernacolo; a sua volta questo oculo ricevette una potente illuminazione dagli abbaini e dalle finestre che Tomé realizzò nei muri della parte superiore dell'abside. In questo modo si illuminava molto meglio il deambulatorio della cattedrale e il Transparente viene messo in forte evidenza filtrando la luce fino al tabernacolo.
Nuvole scolpite, raggi dorati, moltissimi angeli in movimento e la luce naturale direzionata in modo calibrato producono un grandioso effetto mistico e spirituale. I cappelli rossi appesi davanti al Transparente appartenevano ai cardinali che scelsero di essere sepolti in quel luogo.